# Hans Knötzsch
Hans Knötzsch (13 de octubre de 1923 - 1 de agosto de 1996) fue un director, actor y guionista de nacionalidad alemana.

## Biografía
Nacido en Leipzig, Alemania, tras conseguir el título de estudios secundarios Abitur, se formó en la Escuela de Música de Leipzig. Obtuvo su primer compromiso como actor en 1947 en Chemnitz, tras lo cual trabajó cuatro años en Plauen. Después actuó en el recién inaugurado teatro de Putbus, donde por vez primera trabajó como director. En 1957 su carrera lo llevó a Berlín, donde se ocupó como director de radioteatro, demostrando su talento en la Deutscher Fernsehfunk, para la cual fue actor y director a lo largo de más de treinta años. 
Hans Knötzsch falleció en 1996 en Berlín. Había estado casado con la actriz Eva-Maria Hesse.

## Filmografía (selección)
- 1956 : Thomas Müntzer – Ein Film deutscher Geschichte
- 1960 : Was wäre wenn…?
- 1963 : Die Glatzkopfbande
- 1964 : Pension Boulanka
- 1968 : Wege übers Land (telefilm)
- 1968 : Abschied
- 1968 : Treffpunkt Genf (telefilm)
- 1969 : Rendezvous mit unbekannt (miniserie TV)
- 1971 : KLK an PTX – Die Rote Kapelle
- 1971 : Über ganz Spanien wolkenloser Himmel (serie TV)
- 1974 : Polizeiruf 110 (serie TV), episodio Das Inserat
- 1975 : Polizeiruf 110 (serie TV), episodio Das letzte Wochenende
- 1976 : Polizeiruf 110 (serie TV), episodios Der Fensterstecher y Vorurteil?, como director
- 1976 : Nelken in Aspik
- 1977 : Feuer unter Deck
- 1977 : Polizeiruf 110 (serie TV), episodio Trickbetrügerin gesucht, como director
- 1979 : Pinselheinrich (telefilm), como director
- 1979 : Polizeiruf 110 (serie TV), episodio Barry schwieg, como director
- 1980 : Unser Mann ist König (miniserie TV)
- 1985 : Außenseiter (telefilm)
- 1985–1987 : Sachsens Glanz und Preußens Gloria (telefilm)
- 1986 : Polizeiruf 110 (serie TV), episodios Parkplatz der Liebe y Gier, como director
- 1987 : Polizeiruf 110 (serie TV), episodio Der Tote zahlt, como director
- 1988 : Präriejäger in Mexiko (serie TV)
- 1989 : Polizeiruf 110 (serie TV), episodio Der Fund, como director
- 1990 : Polizeiruf 110 (serie TV), episodio Zahltag, como director

## Radio

### Director
- 1960 : Gerhard Rentzsch: Altweibersommer (Rundfunk der DDR)
- 1961 : Günter Koch/Fred Uhlman: Mordsache Brisson (Rundfunk der DDR)
- 1961 : Ludovit Filan: Und es werde Licht … (Rundfunk der DDR)
- 1962 : Heiner Müller: Der Tod ist kein Geschäft (Rundfunk der DDR)
- 1962 : Günter Koch: Mord auf Bestellung (Rundfunk der DDR)
- 1962 : Friedrich Dürrenmatt: Die Panne (Rundfunk der DDR)
- 1962 : Karel Čapek: Ein Abend mit Karel Čapek (Rundfunk der DDR)
- 1963 : Friedrich Wolf: John D. erobert die Welt (Rundfunk der DDR)
- 1963 : Alfred Döblin: Berlin Alexanderplatz (Rundfunk der DDR)
- 1963 : Aleksandr Ostrovski: Der Wald (Rundfunk der DDR)
- 1963 : Joachim Goll: Eine kleine Hausmusik (Rundfunk der DDR)
- 1964 : Jacques Constant: General Frederic (Rundfunk der DDR)
- 1968 : Hellmut Butterweck: Das Wunder von Wien (Rundfunk der DDR)
- 1968 : Vito Blasi/Anna-Luisa Meneghini: Eiertanz (Rundfunk der DDR)
- 1968 : Gerhard Rentzsch: Am Brunnen vor dem Tore (Rundfunk der DDR)
- 1973 : Georges Courteline: Der Stammgast (Rundfunk der DDR)
- 1979 : Horst Berensmeier: Lösegeld (Rundfunk der DDR)
- 1980 : Ottomar Lang: Wellermann machts möglich (Rundfunk der DDR)

### Actor
- 1960 : Rosel Willers: Gelegenheit macht Liebe, dirección de Werner Wieland (Rundfunk der DDR)
- 1960 : Anna y Friedrich Schlotterbeck: An der Fernverkehrsstraße 106, dirección de Theodor Popp (Rundfunk der DDR)
- 1964 : Martine Monod: Normandie-Njemen, dirección de Fritz Göhler (Rundfunk der DDR)
- 1965 : Margarete Jehn: Der Bussard über uns, dirección de Fritz Göhler (Rundfunk der DDR)
- 1968 : Day Keene/Warren Brand: Naked Fury – Nackte Gewalt, dirección de Helmut Hellstorff (Rundfunk der DDR)
- 1969 : Fritz Selbmann: Ein weiter Weg, dirección de Fritz-Ernst Fechner (Rundfunk der DDR)
- 1969 : Armin Müller: Gesichter, dirección de Wolfgang Brunecker (Rundfunk der DDR)
- 1970 : Finn Havrevold: Katastrophe, dirección de Helmut Hellstorff (Rundfunk der DDR)
- 1970 : Hans Pfeiffer: Identifizierung eines unbekannten Toten, dirección de Horst Liepach (Rundfunk der DDR)
- 1972 : Rolf Schneider: Einzug ins Schloß, dirección de Theodor Popp (Rundfunk der DDR)
- 1972 : Guy Foissy: Am Anfang der Reise, dirección de Peter Groeger (Rundfunk der DDR)
- 1974 : Jeremi Przybora: Die Dame und ihr Hündchen Tesoriono, dirección de Helmut Hellstorff (Rundfunk der DDR)
- 1976 : Rodney David Wingfield: Auf Provisionsbasis, dirección de Helmut Hellstorff (Rundfunk der DDR)
- 1976 : Hans Skirecki: Hinter Wittenberge, dirección de Barbara Plensat (Rundfunk der DDR)
- 1977 : Jan Eik: Ferien in Vitkevitz, dirección de Fritz-Ernst Fechner (Rundfunk der DDR)
- 1979 : Horst G. Essler: Roboter weinen nicht, dirección de Fritz-Ernst Fechner (Rundfunk der DDR)